# قدور بخلوفي
قدور بخلوفي (7 مايو 1934 بوهران - 26 يوليو 2019 بوهران) لاعب ومدرب كرة قدم جزائري. عرف في فرنسا بلعبه في نادي موناكو لموسم واحد قبل التحاقه بفريق جبهة التحرير الوطني لكرة القدم.

## المسيرة الكروية
منذ صغره شغف بخلوفي بكرة القدم، وكان له حرية اختيار الفريق الذي يود الانضمام اليه لتعدد الفرق الكروية في وهران. فأمضى مع فريق النادي الرياضي للحرية الوهراني (Club Athlétique Liberté d'Oran) قبل أن يلتحق بالاتحاد الرياضي البحري وهران (AS Marine d'Oran). في سنة 1956، تلقى عروضا من خارج الجزائر وبالتحديد من فرق نادي فالنسيا (Valence FC) ونادي موناكو (AS Monaco). واختار قائلا:
ذهب بخلوفي لإجراء الفحوص في نادي موناكو والتي كانت مبشرة، وأجرى مع ناديه جولة في كورسيكا وألمانيا حيث أظهر وأكد للجميع قيمته. في أول مقابلة له عوض ميشيل هيدالغو وسجل هدفا. وفي مباراة أخرى صفق له الأمير رينيه وزوجته غريس كيلي وحرصا على مقابلته عقب المباراة. ذكر بخلوفي الأمر قائلا:
في سنة 1958، ترك بخلوفي كل شيء والتحق بفريق جبهة التحرير الوطني لكرة القدم في تونس ليساهم رفقة زملائه اللاعبين الجزائريين في الكفاح من أجل استقلال الجزائر عن الاحتلال الفرنسي. ظل مع فريق الجبهة 4 سنوات ولعب معه 30 مقابلة. بعد الاستقلال انضم إلى فريق اتحاد بلعباس ثم جمعية وهران وأنهى مسيرته كلاعب مع فريق اتحاد سطيف، بعدها صار مدربا لفريق جمعية وهران الذي يحبه.

## مشواره

### اللاعب
- 1946-1953 : النادي الرياضي للحرية وهران (CAL Oran)
- 1953-1956 : الاتحاد الرياضي البحري وهران (AS Marine d'Oran)
- 1956-1957 : نادي موناكو (5 مباريات, 0 هدف)[4]
- 1962-1963 : اتحاد بلعباس -  الجزائر
- 1963-1967 : جمعية وهران -  الجزائر
- 1967-1970 : اتحاد سطيف -  الجزائر

### المدرب
- جمعية وهران -  الجزائر
- اتحاد سطيف -  الجزائر
- نارا وهران (NARA Oran) -  الجزائر

## وصلات خارجية
- Kaddour Bekhloufi : Une légende vivante de la glorieuse équipe du FLN